# Computer subacqueo

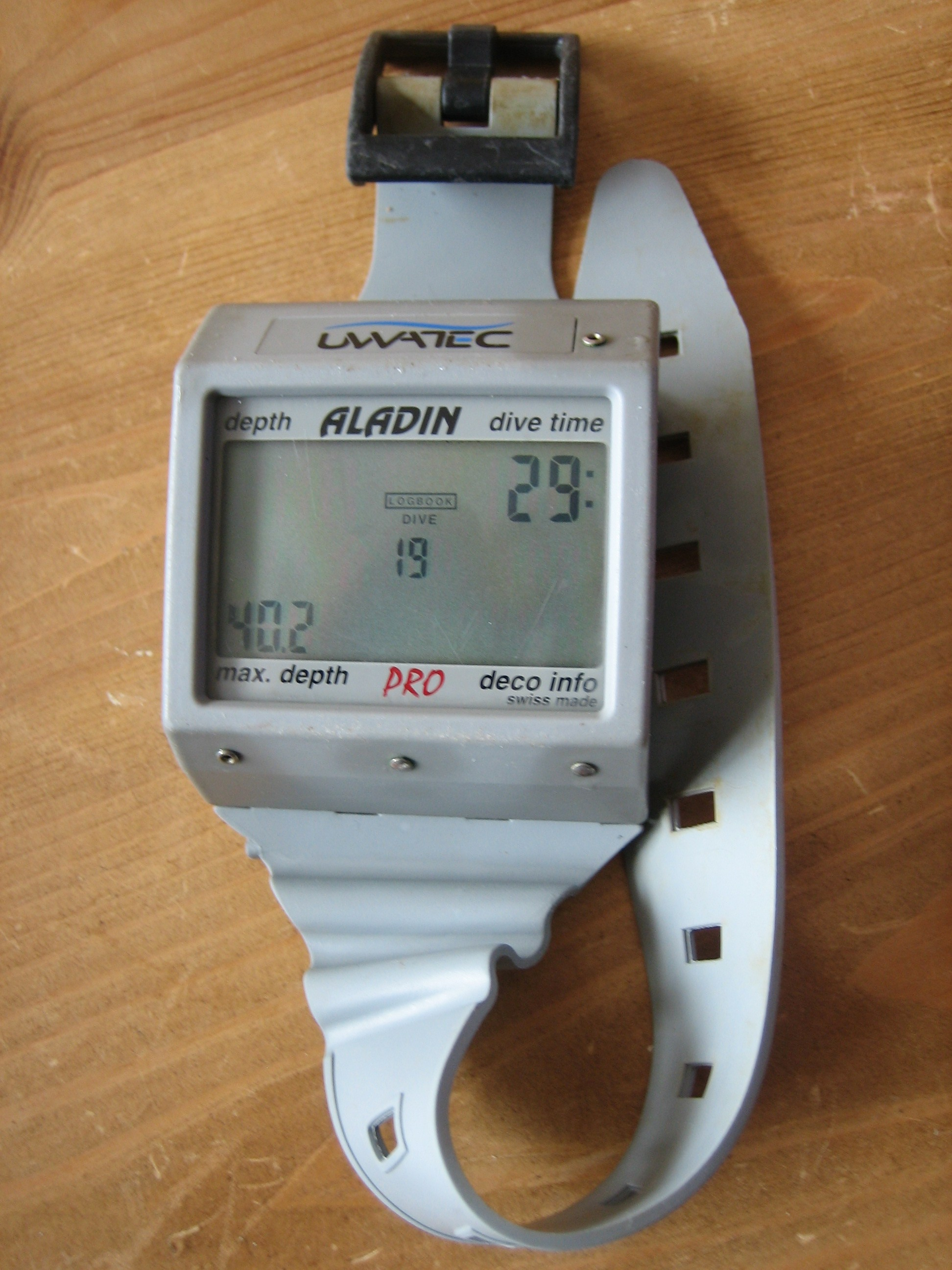
Un computer subacqueo con i dati dell'ultima immersione visualizzati.

Un computer subacqueo è un computer usato da un subacqueo per misurare vari parametri durante un'immersione subacquea, tipicamente la durata e la profondità in modo da poter calcolare i tempi per una risalita sicura evitando il malessere da decompressione.

## Scopo
I computer subacquei si concentrano sullo stesso problema affrontato dalle tabelle di decompressione, ma sono in grado di calcolare continuamente la pressione parziale dei gas inerti nel corpo basandosi sulla profondità e sul profilo di immersione del subacqueo. Dal momento che i computer subacquei misurano automaticamente questi dati si riduce la necessità di portare con sé un orologio subacqueo e un profondimetro, e soprattutto possono avvisare il sub di un'eccessiva velocità nella risalita e di eventuali tappe di decompressioni mancate.
Molti computer subacquei forniscono anche altre informazioni al subacqueo, quali ad esempio la temperatura dell'acqua, la pressione del gas all'interno della bombola o il consumo medio d'aria.

## Storia
Il primo computer subacqueo analogico, detto decompressimetro o bend-O-meter, venne costruito dalla ditta italiana SOS (Strumenti Ottici Subacquei) nel 1959 su progetto degli ingegneri Aldo Victor de Sanctis e Carlo Alinari. Fu successivamente commercializzato in tutto il mondo anche da varie ditte di attrezzature subacquee come Scubapro, Cressi, Technisub etc. nel 1972. Il suo funzionamento era piuttosto semplice: una camera d'aria riempita di gas, incapsulata all'interno di un piccolo alloggiamento e collegata tramite una membrana di ceramica porosa (che simulava i tessuti), la cui pressione veniva misurata da un manometro che indicava poi le tappe di decompressione.
Molti altri decompressimetri vennero in seguito commercializzati, ma vennero poi messi da parte con l'avvento dei computer elettronici. I primi esempi di computer subacquei per le immersioni sportive furono il Hans Hass DecoBrain e lo Orca Edge nel 1979.

Struttura schematica di un computer subacqueo.

## Funzionalità

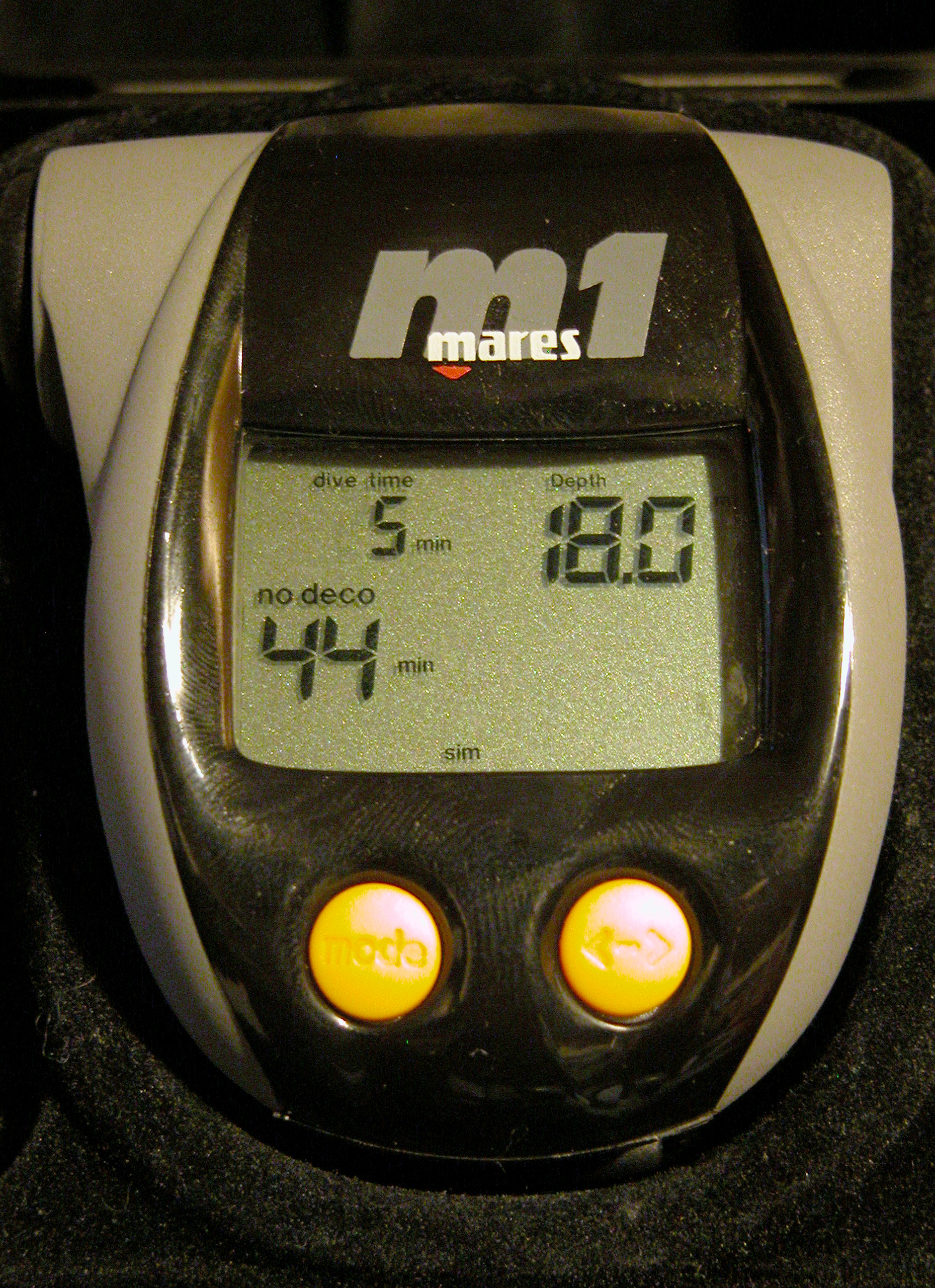
Il computer subacqueo Mares M1 che riporta i dati simulati di un'immersione (18 metri di profondità, 5 minuti di immersione, 44 minuti per un'immersione senza tappe di decompressione.

I computer subacquei moderni possono fornire svariate informazioni attraverso un display LCD:
- profondità;
- profondità massima raggiunta;
- tempo rimanente alla profondità corrente per un'immersione senza tappe di decompressione;
- durata dell'immersione.

Altri modelli dispongono inoltre di altre informazioni:
- tempo richiesto per le tappe di decompressione;
- temperatura dell'acqua;
- velocità di risalita;
- profilo d'immersione (di solito non visualizzabile direttamente ma solo dopo un collegamento con un personal computer);
- calcolo di immersioni consecutive;
- pressione del gas all'interno della bombola;
- gestione di miscele con aumentato quantitativo di ossigeno;
- stima del tempo rimanente in base al consumo medio.

### Avvisi sonori e visivi
Molti computer subacquei sono dotati di segnali acustici e visivi (luci) per avvisare il sub nel caso di:
- velocità di risalita eccessiva;
- tappe di decompressione mancate;
- superamento della profondità massima;
- superamento della soglia di tossicità dell'ossigeno[2][3][4].

## Funzionamento

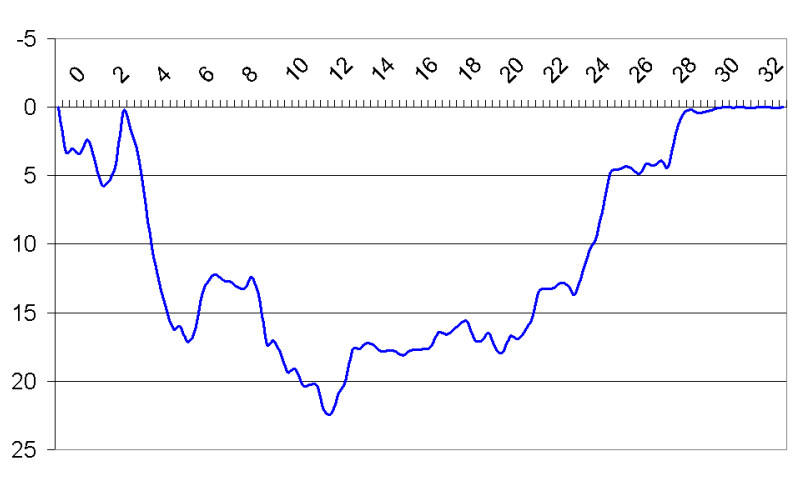
Esempio di un profilo di immersione subacquea prodotto dal software di un computer subacqueo.

I computer subacquei moderni non sono altro che computer a batteria racchiusi da un guscio stagno. Questi monitorizzano continuamente il profilo d'immersione, tenendo da conto il tempo e la pressione. Tutti i computer subacquei misurano la pressione circostante per calcolare la pressione parziale dei gas all'interno dei tessuti umani. I modelli più avanzati (o i più attuali) includono anche ulteriori informazioni quali la temperatura dell'acqua o la pressione all'interno della bombola.
I computer utilizzano poi il profilo e un algoritmo di decompressione per stimare la pressione parziale dei gas inerti che devono essere espulsi dai tessuti. Basandosi su questi calcoli, il computer stima l'eventualità di una risalita diretta o, piuttosto, di una salita con una o più tappe di decompressione.
Alcuni algoritmi utilizzati sono l'algoritmo Buhlmann, il modello a multi-tessuto (in inglese Multi-Tissue Model), il modello a permeabilità variabile e, sovente, il Reduced Gradient Bubble Model (o RGBM).
La maggior parte dei computer è in grado di prevedere una decompressione sicura anche in caso di immersioni in altitudine, che necessitano di una risalita più lenta che a livello del mare, dato che viene misurata la pressione atmosferica prima dell'immersione. Inoltre, nel caso che il subacqueo debba viaggiare prima o dopo un'immersione, e in particolare nel caso di un viaggio aereo, questo dovrebbe portare con sé il computer, in modo che questo possa continuare a monitorare il profilo di pressione del corpo.

## Usi particolari
Alcuni computer sono in grado di calcolare le tappe di decompressione anche per gas differenti dall'aria, come il nitrox, l'ossigeno puro, il trimix o l'elio.
La maggior parte dei computer esegue i calcoli relativamente ai set SCUBA a 'circuito aperto', dove le proporzioni dei gas sono costanti; altri computer sono pensati appositamente per alcuni rebreather a 'circuito chiuso'. 

## Precauzioni

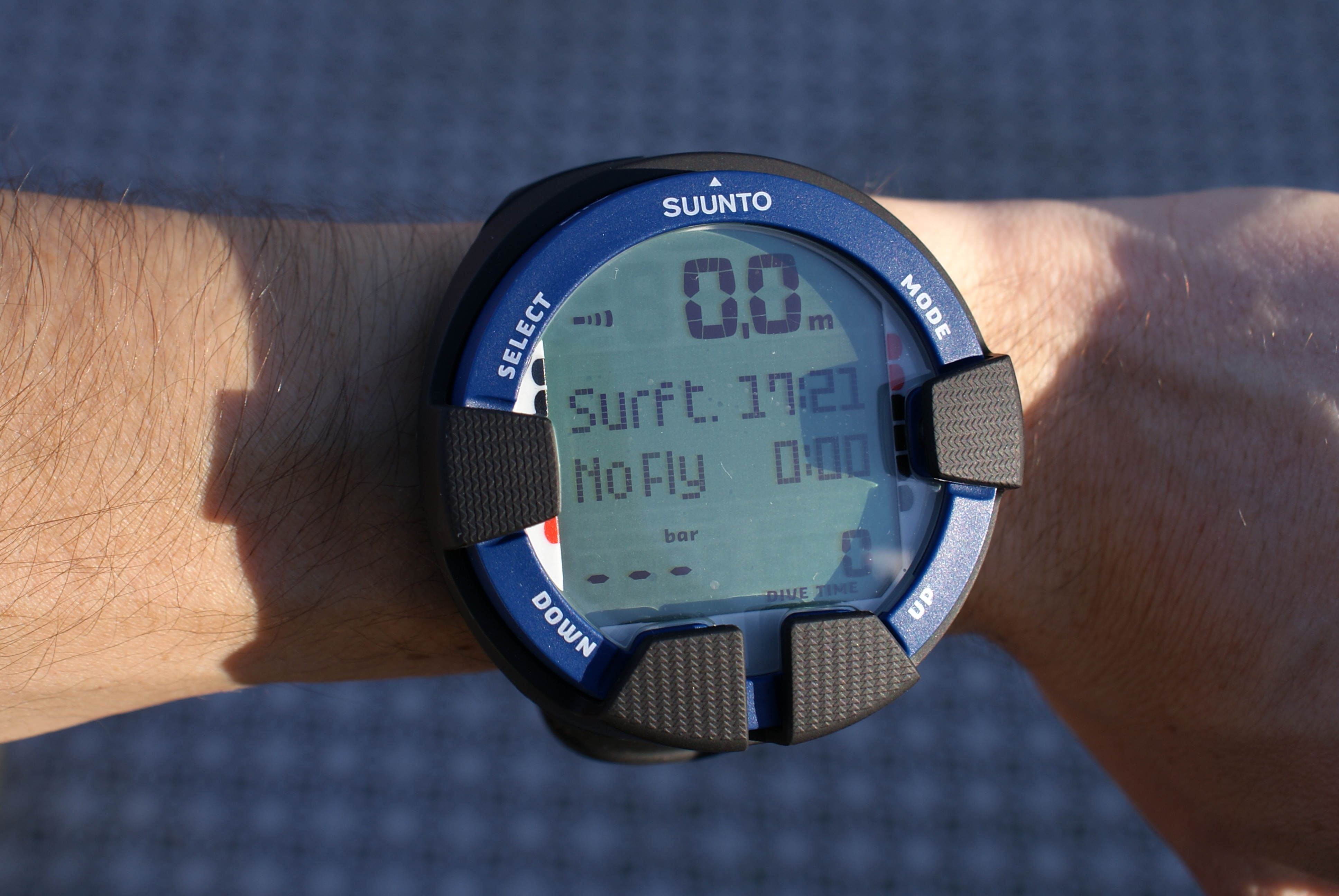
Un computer subacqueo con integrazione aria wireless e funzioni Nitrox.

La semplicità d'uso dei computer subacquei ha, però, esposto i sub ad altri rischi. Consentendo di effettuare immersioni complesse con poca pianificazione possono portare il subacqueo a superare le proprie capacità e la propria esperienza, mettendolo in situazioni difficili.
Molti di questi computer hanno molte opzioni, menù e svariati modi operativi, che sono controllati spesso da un piccolo numero di bottoni frontali o laterali; il subacqueo dovrebbe quindi impratichirsi nell'uso del proprio computer con immersioni semplici e sicure prima di affrontarne di più impegnative.
Per motivi di sicurezza anche nei manuali di istruzione viene raccomandato di pianificare accuratamente l'immersione, nei limiti delle tabelle di decompressione, in modo da aumentare il margine di sicurezza, e di programmare ed effettuare comunque una sosta di sicurezza nel caso che il computer non funzioni.
Differenti marche e modelli usano algoritmi di decompressione e parametri di sicurezza differenti. Alcuni usano modelli di decompressione conservativi e altri più aggressivi. Il problema principale nel realizzare algoritmi per questi computer è che l'assorbimento (e il rilascio) dei gas sotto pressione nel corpo umano non è tuttora ben compreso. Inoltre, il rischio dipende anche da fattori fisiologici, dall'allenamento e dalla salute del singolo subacqueo.
Un subacqueo che voglia ridurre al minimo il rischio di una malattia da decompressione deve tener conto di molte norme precauzionali, a volte suggerite anche durante la didattica subacquea nei primi corsi:
- usare un computer con un modello di decompressione conservativo;
- effettuare tappe di decompressione addizionali durante un'immersione profonda;
- risalire lentamente;
- effettuare sempre una sosta precauzionale;
- intervallare il più possibile le immersioni.